# ロベルト・マルティネス・リポダス
ティコ（Tiko）ことロベルト・マルティネス・リポダス（Roberto Martínez Rípodas、1976年9月15日 - ）はスペイン・パンプローナ出身、バスク人の元サッカー選手。ポジションはMF。

## 経歴
少年時代から出生地・パンプローナにあるCAオサスナに所属していた。1995年からBチームでプレーし、翌年にトップチームに昇格を果たした。なお、ティコ在籍時、オサスナはセグンダ・ディビシオン（2部）に所属していた。
1999年にアスレティック・ビルバオに移籍し、10月12日のマラガCF戦でリーガ・エスパニョーラのプリメーラ・ディビシオン（1部）デビューを果たし、そのシーズンは17試合出場、1ゴールを挙げた。2001年からはクラブでレギュラーに定着し、2002年3月27日のオランダ戦ではスペイン代表として出場を果たした。しかし、2006年以降は怪我やハビ・マルティネスら若手の台頭により、出場機会が減少してきた。
2008-09シーズンは、2部のSDエイバルにレンタル移籍した。16試合に出場したが、21位で2部Bへ降格した。

## 所属クラブ
- CAオサスナ 1996-1999
- アスレティック・ビルバオ 1999-2009

→ SDエイバル 2008-2009